# Nikolai Suhanov
Nikolai Ivanovici Suhanov (în rusă Николай Иванович Суханов; n. 1918, Sterlitamak, RSFS Rusă, URSS – d. 31 mai 1944, România) a fost un militar sovietic, care a luptat în Marele Război pentru Apărarea Patriei. El a avut gradul de sergent major, a fost comandant al unei grupe din cadrul unei companii de vânători antitanc (Divizionul separat 243 de vânătoare antitanc, Divizia 373 Infanterie, Armata a 52-a, Frontul II Ucrainean) și a fost distins cu titlul de Erou al Uniunii Sovietice (post-mortem, 1945).

## Biografie
Nikolai Ivanovici Suhanov s-a născut în anul 1918 în orașul Sterlitamak (Bașchiria) în familia unui muncitor rus. A absolvit studii primare și a lucrat la o gară și la o fabrică de mobilă. A devenit membru al PCUS (b) în anul 1943.
În iulie 1941 a fost încorporat în Armata Sovietică de către Biroul de Evidență Militară și Înrolare al RASS Bașchire din orașul Sterlitamak, fiind trimis pe frontul Marelui Război pentru Apărarea Patriei în octombrie 1942. A fost comandantul unei grupe din cadrul unei companii de artilerie antitanc (Divizionul separat 243 de vânătoare antitanc, Divizia 373 Infanterie, Armata a 52-a, Frontul II Ucrainean) și s-a remarcat în timpul Operațiunii Iași-Chișinău.
În lupta purtată la 31 mai 1944, la nord de orașul român Iași, grupa comandată de sergentul major Nikolai Suhanov a respins contraatacul inamicului și a distrus un tanc inamic și mai multe puncte de tragere. În momentul critic al bătăliei, fiind înconjurat, Suhanov a detonat intenționat o grenadă și a murit împreună cu militarii inamici. Trupul său a rămas pe câmpul de luptă și a fost îngropat acolo.

## Fapte de vitejie
„… o luptă acerbă a durat mai mult de o oră la cota 197,0. Hoardele germano-române s-au repezit către poziția de tragere a grupei de vânători antitanc. Comandantul de grupă, sergentul maj. Suhanov, a fost rănit, unul dintre soldați a fost scos din luptă printr-o lovitură directă și a fost nevoie de voință pentru a respinge atacul inamicului.
20 de tancuri inamice s-au îndreptat către grupă. Grupa aștepta apropierea tancurilor. Când au ajuns la o distanță de 200 de metri, vânătorii au deschis focul, trăgând cu o pușcă antitanc. Dar, sub acoperirea focului aviației și al artileriei, tancurile s-au apropiat cu viteza fulgerului, zăngănind și scrâșnind. Grupa s-a adăpostit într-o groapă, în vârful căreia se aflau tancurile germane. Fasciștii s-au bucurat: „Predați-vă, rușilor!”. În acest moment, Suhanov, rănit, epuizat de durere, a ieșit împreună cu unul dintre soldați de sub tanc și imediat a scos din luptă tancul cu mai multe focuri. Un alt tanc inamic ajunsese deja în poziția de tragere a grupei a 2-a și începuse să treacă peste ea. Suhanov s-a repezit pentru salvarea tovarășilor săi, dar nu a fost posibil să oprească tancul, deși a tras toate cartușele, și atunci comandantul de grupă Suhanov s-a târât, cu o lopată în mâini, până la tranșee și a curățat șanțul de acces care fusese acoperit de tanc. Oamenii au fost salvați. Prin tiruri scurte și rapide, grupa a luat o poziție alternativă de tragere, dar situația a rămas critică. Infanteria inamică se afla la 100 de metri de curajoșii bărbați.
La ordinul lui Suhanov, grupa a deschis focul asupra inamicului: 10 hitleriști au căzut, iar restul s-au întins la pământ. Suhanov a ordonat grupei să iasă din încercuirea inamică, iar el însuși a rămas să le acopere retragerea. Infanteria inamică l-a presat pe Suhanov, al cărui foc de mitralieră a cauzat ravagii, dar în curând, din cauza terminării muniției, mitraliera a tăcut. Neînfricatul Suhanov ținea două grenade în mâini, atunci când până la 15 hitleriști s-au repezit asupra lui, s-a auzit o explozie de grenadă în groapa lui Suhanov, iar el i-a aruncat în aer pe ticăloșii hitleriști. Așa a murit un tânăr membru al partidului, sergentul major Nikolai Ivanovici Suhanov...”.
Prin decretul prezidiului Sovietului Suprem al URSS din 24 martie 1945, sergentului major Nikolai Ivanovici Suhanov i s-a acordat post-mortem titlul de Erou al Uniunii Sovietice pentru „îndeplinirea exemplară a misiunilor de luptă ale comandamentului și pentru curajul și eroismul dovedit în același timp”.

## In memoriam
În orașul Sterlitamak au fost amplasate un bust și o placă memorială în cinstea lui Suhanov.
O stradă din microraionul Iujnîi al orașului Sterlitamak poartă numele eroului Uniunii Sovietice Nikolai Ivanovici Suhanov.

## Decorații
A fost distins cu Ordinul Lenin, cu Medalia „Pentru curaj” (23.02.1944) și cu alte medalii.